# Yudhishthira

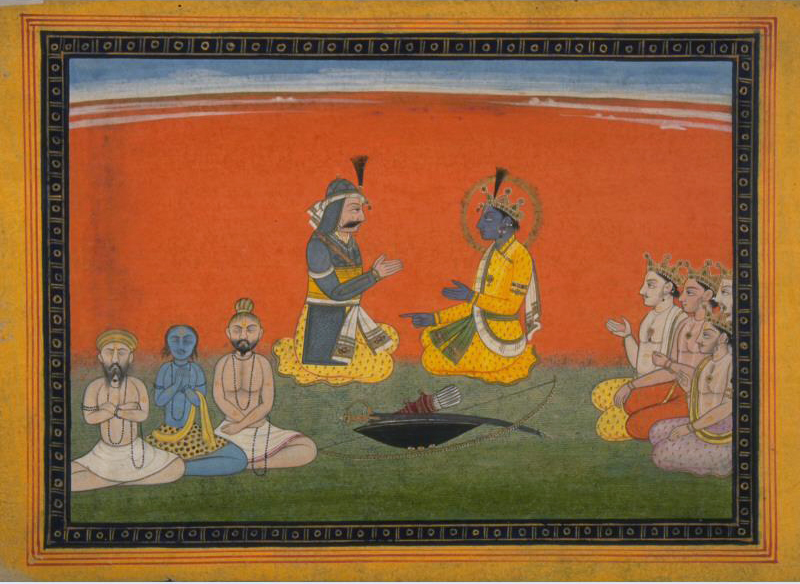
Gott Krishna im Gespräch mit Yudhishthira und seinen Brüdern

Yudhishthira (Sanskrit: युधिष्ठिर Yudhiṣṭhira [jʊˈdʱɪʂʈʰɪrʌ]) ist der älteste der fünf im indischen Mahabharata-Epos erwähnten Pandava-Brüder bzw. Halbbrüder; die anderen sind Bhima, Arjuna, Nakula und Sahadeva. Alle fünf waren mit der Prinzessin Draupadi verheiratet.

## Mythos
Yudhishthira (स्थिर sthira für „standhaft“, युधि yudhi für „im Krieg“) war der älteste Sohn von König Pandu und seiner Frau Kunti, die in Indraprastha und Hastinapur lebten. Pandu selbst durfte wegen eines Fluches seiner Frau Kunti nicht beiwohnen, außerdem hatte er zugunsten seines älteren, aber blinden Bruders Dhritarashtra auf die Königswürde verzichtet; Kunti hatte aber bereits in ihrer Jugend vom rishi Durvasas die Weissagung erhalten, dass, wenn sie die Götter (devas) anrufe, diese ihr ein Kind schenken würden. Mit Zustimmung ihres Mannes bzw. sogar auf dessen Geheiß rief sie Gott Dharma (oder Yama) an und wurde von ihm schwanger.
Als Erstgeborener hatte Yudhishthira das Anrecht auf die Nachfolge, welches ihm jedoch vom ältesten Sohn Dhritarashtras (Duryodhana) streitig gemacht wurde. Er wurde wie seine Brüder im Kriegshandwerk ausgebildet und wurde ein Meister im Umgang mit dem Speer und dem Streitwagen; mit ihm als Wagenlenker schwebte der Streitwagen immer ein wenig über dem Erdboden. Letztlich beschloss Dhritarashtra, das Königreich zwischen den Pandavas und ihren Vettern, den Kauravas, zu teilen. Yudhishthira veranstaltete das Rajasuya yagna, was ihn zum ‚Herrscher der Welt‘ machte, wobei er diese Macht zur Verteidigung bzw. Stärkung der Religion einsetzen wollte.
Der eifersüchtige Duryodhana und sein Ratgeber Shakuni luden Yudhishthira zu einem Würfelspiel in ihren Palast ein; dabei verlor er sein Königreich und zu guter Letzt auch seine Gemahlin Draupadi. Letztlich wurde jedoch beschlossen, dass er und seine Brüder zusammen mit ihrer Gemahlin für 13 Jahre ins Exil gehen sollten. Im Wald befand sich ein See, in dessen Nähe ein Waldgeist (yaksha) hauste, der den Menschen Fragen zur Moral etc. stellte – seine Brüder lachten darüber, tranken vom Wasser des Sees und starben. Yudhishthira beantwortete jedoch alle Fragen des Waldgeists, der sich am Ende als sein Vater Dharma offenbarte; daraufhin wurden seine Brüder wieder lebendig. Andere Abenteuer folgten.
Nach der Rückkehr aus dem Exil beanspruchte Duryodhana weiterhin beide Hälften des Königreichs für sich, während Yudhishthira mit den Mitteln der Diplomatie versuchte, seine Ziele zu erreichen. Der Gott Krishna veranlasste ihn jedoch, eine kriegerische Auseinandersetzung mit den Kauravas zu wagen, die große Schlacht zu Kurukshetra, in der er am 16. Kampftag seinen Widersacher Duryodhana besiegen konnte.
Krishna verschwand und das neue Zeitalter Kali-Yuga brach an. Gemeinsam mit seinen Brüdern und der gemeinsamen Gemahlin begab sich Yudhishthira auf eine Pilgerreise in die Berge des Himalaya, bei der zuerst Draupadi unter den Anstrengungen bzw. unter der Last ihrer Sünden zusammenbrach – danach erlitten seine vier Brüder das gleiche Schicksal. Die Gruppe wurde von einem alten Hund begleitet, den Yudhishthira auf Indras Gebot zurücklassen sollte, bevor er ins Nirwana eintreten durfte. Doch Yudhishthira verzichtete lieber darauf, weil er die Treue des als unrein geltenden Hundes nicht aus Egoismus zurückweisen konnte. Da enthüllte sich der Hund als Gott Yama und Yudhisthira hatte die letzte Prüfung bestanden, um ins Nirwana eingehen zu können.

## Darstellung
Mittelalterliche Bildnisse Yudhishthira existieren so gut wie nicht. Mit dem Aufschwung der Miniaturmalerei unter den Mogulen änderte sich die Situation etwas, doch blieben individuelle Darstellungen eine große Ausnahme.